# Pigen og pressefotografen
Pigen og pressefotografen er en dansk film fra 1963.
- Manuskript Solveig Ersgaard, Peer Guldbrandsen m.fl.
- Instruktion Sven Methling jun.

Blandt de medvirkende kan nævnes:
- Dirch Passer
- Ghita Nørby
- Paul Hagen
- Judy Gringer
- Axel Strøbye
- Ove Sprogøe
- Bjørn Watt Boolsen
- Bodil Steen
- Kirsten Passer
- Arthur Jensen
- Carl Johan Hviid
- Poul Clemmensen
- Povl Wöldike
- Bjørn Spiro
- Gunnar Strømvad
- Holger Vistisen
- Ellen Margrethe Stein
- Hanne Borchsenius
- Sigrid Horne-Rasmussen
- Jarl Kulle